# Uapaca bojeri
Uapaca bojeri là một loài thực vật có hoa trong họ Diệp hạ châu. Loài này được Baill. miêu tả khoa học đầu tiên năm 1874.